# 東赤兔
東赤兔（日語：セキトバイースト），是日本純種競賽馬匹。目前主要勝利有2025年府中牝馬錦標。

## 出賽前
2021年1月30日出生於北海道新日高町Taihei牧場，成長途中於拍賣會上，被馬主公司TN Racing Co. Ltd.（由中村崇則擔任負責人）以2310萬日圓購入，其後交由栗東訓練中心練馬師四位洋文訓練。

## 競賽生涯

### 2歲
2023年7月2日出戰中京競馬場2歲新馬戰，本次比賽保持在中團靠前位置下在彎道處提速迫近，但在直路上仍然未能壓制對手以第二落敗。
3星期後出戰2歲未勝利戰，比賽初段維持在第三附近的有利位置，最直路稍為加速下迅速透出，最終以4馬位優勢取得首勝。
秋季出戰一捷馬戰龍膽賞，繼續採用保持在中團附近的戰術下嘗試在直路透出，但始終未能越過佔先的Captain Neki，最終以鼻位優勢憾負。
11月繼續出戰一捷馬戰赤松賞，然而在直路未能維持走勢下僅跑獲第五。

### 3歲
2024年首戰選擇以紅梅錦標作為首戰，在中團位置展開推進下於彎道處逐步抽出中檔加速，可惜在直路上一直未能壓制同樣位置的麗圖小鎮，最終被對方以1馬位優勢擊敗。
其後出戰二級賽鬱金香賞，本次比賽更改策略選擇領放，一直在馬群前方位置保持較快的步速。進入直路後，其仍然保持不俗的速度繼續前進，最終僅被傾心超越下爆冷跑獲第二的戰績。
4月7日進軍雌馬三冠首關櫻花賞，比賽初段維持在湘南夢妮及劍手就位後方的第三推進，但在直路上逐步被超越下最終跑獲第七。
休養過後在9月出戰玫瑰錦標，因初始挑戰2000米賽事而僅取得第十一人氣。比賽開始後，其迅速搶佔位置展開領放，在比賽途中雖然拉開後方距離，但整體步速維持在前1000米60.3秒附近的平均值。進入直路後，其繼續加速下維持不俗的走勢，最終僅被皇后徑及天籟琴聲超越下取得第三。
10月運用優先出賽權的方式出戰秋華賞，雖然比賽途中再度採用大逃戰術，但最終失速下以第十三大敗。

### 4歲
2025年首戰為三捷馬戰壇之浦錦標，一直以穩定的節奏保持在先頭第二的位置下在直路初段經已超越領放馬Meiner Tigre，最終將優勢帶到終點下取勝並晉級公開賽。
然而其後未能保持水準，在中山牝馬錦標及福島牝馬錦標中均以兩位數戰績大敗。
5月25日選擇挑戰表列賽都大路錦標，因此前的大敗僅取得第八人氣。比賽開始後，其選擇跟前保持在約莫第三的位置，在通過彎道時稍為發力並開始尋找加速點。進入直路後，其迅速啟動展開加速，超越前方的失速的對手後繼續維持走勢，最終壓制後方緊迫的運動之都扭轉評價取得勝利。
6月22日繼續挑戰分級賽府中牝馬錦標，比賽初段仍然使用前置的戰術，面對紅顏好命較快的領放下一直保持在第三左右，並與途中未能加快節奏。進入直路後，其於中檔位置展開加速蠶食前方對手，最終在最後100米左右成功透出壓贏神寶帶及艷紫芳馨，以1馬位優勢贏得首個分級賽冠軍。順帶一提，四位洋文在2000年曾經策騎快得勝勝出府中牝馬錦標，25年後以練馬師身份勝出同一項賽事。

### 詳細賽績
| 日期       | 舉辦國家 | 馬場 | 距離   | 級別 | 賽事名稱     | 負重 | 騎師     | 馬號 | 出馬 | 名次 | 時間   | 頭馬（二馬）     |
| ---------- | -------- | ---- | ------ | ---- | ------------ | ---- | -------- | ---- | ---- | ---- | ------ | ---------------- |
| 2/7/2023   | 日本     | 中京 | 草1600 |      | 2歲新馬      | 55   | 岩田望來 | 3    | 8    | 2    | 1:36.9 | Rouge Stunning   |
| 23/7/2023  | 日本     | 中京 | 草1600 |      | 2歲未勝利    | 55   | 岩田望來 | 4    | 8    | 1    | 1:35.8 | （Summer Again） |
| 9/10/2023  | 日本     | 京都 | 草1400 |      | 龍膽賞       | 55   | 藤岡康太 | 3    | 10   | 2    | 1:22.9 | Captain Neki     |
| 19/11/2023 | 日本     | 東京 | 草1600 |      | 赤松賞       | 55   | 三浦皇成 | 4    | 9    | 5    | 1:34.2 | 橡木城           |
| 13/1/2024  | 日本     | 京都 | 草1400 | L    | 紅梅錦標     | 55   | 岩田望來 | 5    | 9    | 2    | 1:23.6 | 麗圖小鎮         |
| 2/3/2024   | 日本     | 阪神 | 草1600 | GII  | 鬱金香賞     | 55   | 藤岡佑介 | 8    | 16   | 2    | 1:33.3 | 傾心             |
| 7/4/2024   | 日本     | 阪神 | 草1600 | GI   | 櫻花賞       | 55   | 藤岡佑介 | 10   | 18   | 7    | 1:32.8 | 橡木城           |
| 15/9/2024  | 日本     | 中京 | 草2000 | GII  | 玫瑰錦標     | 55   | 藤岡佑介 | 10   | 15   | 3    | 2:00.1 | 皇后徑           |
| 13/10/2024 | 日本     | 京都 | 草2000 | GI   | 秋華賞       | 55   | 藤岡佑介 | 15   | 15   | 13   | 1:58.5 | 雪嶺熱點         |
| 16/1/2025  | 日本     | 小倉 | 草1800 |      | 壇之浦錦標   | 55   | 藤岡佑介 | 12   | 12   | 1    | 1:46.9 | （Meiner Tigre） |
| 8/3/2025   | 日本     | 中山 | 草1800 | GIII | 中山牝馬錦標 | 55   | 藤岡佑介 | 14   | 14   | 12   | 1:47.9 | 聽講             |
| 20/4/2025  | 日本     | 福島 | 草1800 | GIII | 福島牝馬錦標 | 55   | 吉田隼人 | 9    | 16   | 10   | 1:47.3 | 愛祭典           |
| 25/5/2025  | 日本     | 京都 | 草1800 | L    | 都大路錦標   | 54   | 濱中俊   | 16   | 17   | 1    | 1:45.2 | （運動之都）     |
| 22/6/2025  | 日本     | 東京 | 草1800 | GIII | 府中牝馬錦標 | 55.5 | 濱中俊   | 12   | 14   | 1    | 1:46.0 | （神寶帶）       |

## 血統簡介
父系宣戰為美國生產的愛爾蘭賽駒，生涯戰績優秀，曾勝出女皇安妮錦標及英國國際錦標。祖父War Front為美國賽駒，生涯曾勝出二級賽Alfred Vanderbilt育馬者盃讓賽，亦於一級賽華士弼錦標及領先錦標跑獲第二。
母系Barefoot Lady為愛爾蘭出生的英國賽駒，生涯曾勝出二級賽加拿大錦標及三級賽莉姬雲錦標，同時在加冕錦標中取得季軍。外祖父Footstepsinthesand為英國生產的愛爾蘭賽駒，曾勝出2005年二千堅尼錦標。

### 血統表
| 父線：單色系（北地舞人系）                                         |                                   |                |                |
| 種馬 宣戰 2009年（棗色）                                           | War Front 2002年（棗色）          | 單色           | 北地舞人       |
| 種馬 宣戰 2009年（棗色）                                           | War Front 2002年（棗色）          | 單色           | Pas de Nom     |
| 種馬 宣戰 2009年（棗色）                                           | War Front 2002年（棗色）          | Starry Dreamer | Rubiano        |
| 種馬 宣戰 2009年（棗色）                                           | War Front 2002年（棗色）          | Starry Dreamer | Lara's Star    |
| 種馬 宣戰 2009年（棗色）                                           | Tempo West 1999年（栗色）         | Rahy           | 害羞新郎       |
| 種馬 宣戰 2009年（棗色）                                           | Tempo West 1999年（栗色）         | Rahy           | Glorious Song  |
| 種馬 宣戰 2009年（棗色）                                           | Tempo West 1999年（栗色）         | Tempo          | Gonw West      |
| 種馬 宣戰 2009年（棗色）                                           | Tempo West 1999年（栗色）         | Tempo          | Terpsichorist  |
| 繁殖雌馬 Barefoot Lady 2008年（棗色）                              | Footstepsinthesand 2002年（棗色） | 巨人長堤       | 雷貓           |
| 繁殖雌馬 Barefoot Lady 2008年（棗色）                              | Footstepsinthesand 2002年（棗色） | 巨人長堤       | Mariah's Storm |
| 繁殖雌馬 Barefoot Lady 2008年（棗色）                              | Footstepsinthesand 2002年（棗色） | Glatisant      | 追逐彩虹       |
| 繁殖雌馬 Barefoot Lady 2008年（棗色）                              | Footstepsinthesand 2002年（棗色） | Glatisant      | Dancing Rocks  |
| 繁殖雌馬 Barefoot Lady 2008年（棗色）                              | Lady Angharad 1996年（棗色）      | 天庇           | Caerleon       |
| 繁殖雌馬 Barefoot Lady 2008年（棗色）                              | Lady Angharad 1996年（棗色）      | 天庇           | Shining water  |
| 繁殖雌馬 Barefoot Lady 2008年（棗色）                              | Lady Angharad 1996年（棗色）      | Lavezzola      | Salmon Leap    |
| 繁殖雌馬 Barefoot Lady 2008年（棗色）                              | Lady Angharad 1996年（棗色）      | Lavezzola      | Luvi Ullmann   |
| 雌系：號族：1-m                                                    |                                   |                |                |
| 五代內近親交配：Rahy 3×5、北地舞人 4×5、害羞新郎 4×5、尼真斯基 5×5 |                                   |                |                |

## 命名由來
名字中，Sekitoba（セキトバ）意思為赤兔馬，East（イースト）為東方，香港結合兩部分，以「東赤兔」作為翻譯。

## 外部連結
- 東赤兔 netkeiba.com （页面存档备份，存于）
- 血統簡介